# Jesus Over Everything
Jesus Over Everything es el primer álbum de alabanza y adoración en vivo de Planetboom. Venture3Media lanzó el álbum el 22 de marzo de 2019.

## Recepción de la crítica
Joshua Andre, al especificar en una crítica de cuatro estrellas y media para 365 Days of Inspiring Media, responde: "este lanzamiento es probablemente el mejor debut dance / remix-y / electrónico que he escuchado desde Hillsong Young & Free's We Are Young & Free en 2013. En una crítica de cuatro estrellas y media para Louder Than the Music, Jono Davies afirma, "este álbum es una mezcla real de sonidos y puede perder el flujo del álbum a veces, especialmente con las pistas en vivo, pero el hecho hay tantos estilos que en realidad mantienen el álbum fresco y emocionante ". Stephen Luff, indicando en una revisión de ocho de cada diez de Cross Rhythms, dice "Sin duda, este álbum aborda el status musical de la mayoría de los álbumes similares y, como tal, debe ser aplaudido".

## Listas de canciones
| No.             | Título                           | Escritor(es)                          | Duración |
| --------------- | -------------------------------- | ------------------------------------- | -------- |
| 1.              | "FYI - Interlude"                |                                       | 1:07     |
| 2.              | "LEMME TELLYA"                   | Andy Harrison / Josh Ham              | 3:26     |
| 3.              | "Praise Over Problems (Live)"    | Andy Harrison / Josh Ham              | 3:58     |
| 4.              | "We Choose (Interlude)"          |                                       | 1:42     |
| 5.              | "Jesus Over Everything (Live)"   | Andy Harrison                         | 5:07     |
| 6.              | "Run To You"                     | Andy Harrison / Josh Ham              | 4:37     |
| 7.              | "New Levels"                     | Andy Harrison / Josh Ham              | 4:07     |
| 8.              | "Everything x Everything"        | Aimee Evans / Andy Harrison /Josh Ham | 4:04     |
| 9.              | "I Belong"                       | Andy Harrison / Josh Ham              | 7:17     |
| 10.             | "Jesus Over Everything (studio)" | Andy Harrison                         | 5:03     |
| 11.             | "Praise Over Problems (studio)"  | Andy Harrison / Josh Ham              | 3:50     |
| Total duración: | Total duración:                  | Total duración:                       | 44:12    |